# 퍼스트레이디 (2025년 드라마)
《퍼스트레이디》는 2025년 9월 24일부터 방영한 MBN 수목드라마이다

## 기획 의도
는 대통령에 당선된 남편이 장차 퍼스트레이디가 될 아내에게 이혼을 요구하는 초유의 사건이 벌어지면서 펼쳐지는 이야기를 담는다. 대통령 취임까지 남은 67일 동안 대통령 당선인 부부의 숨 막히는 갈등 속에 불거지는 정치권의 음모와 가족의 비밀을 속도감 있게 그린다